# فسيفساء رومانية

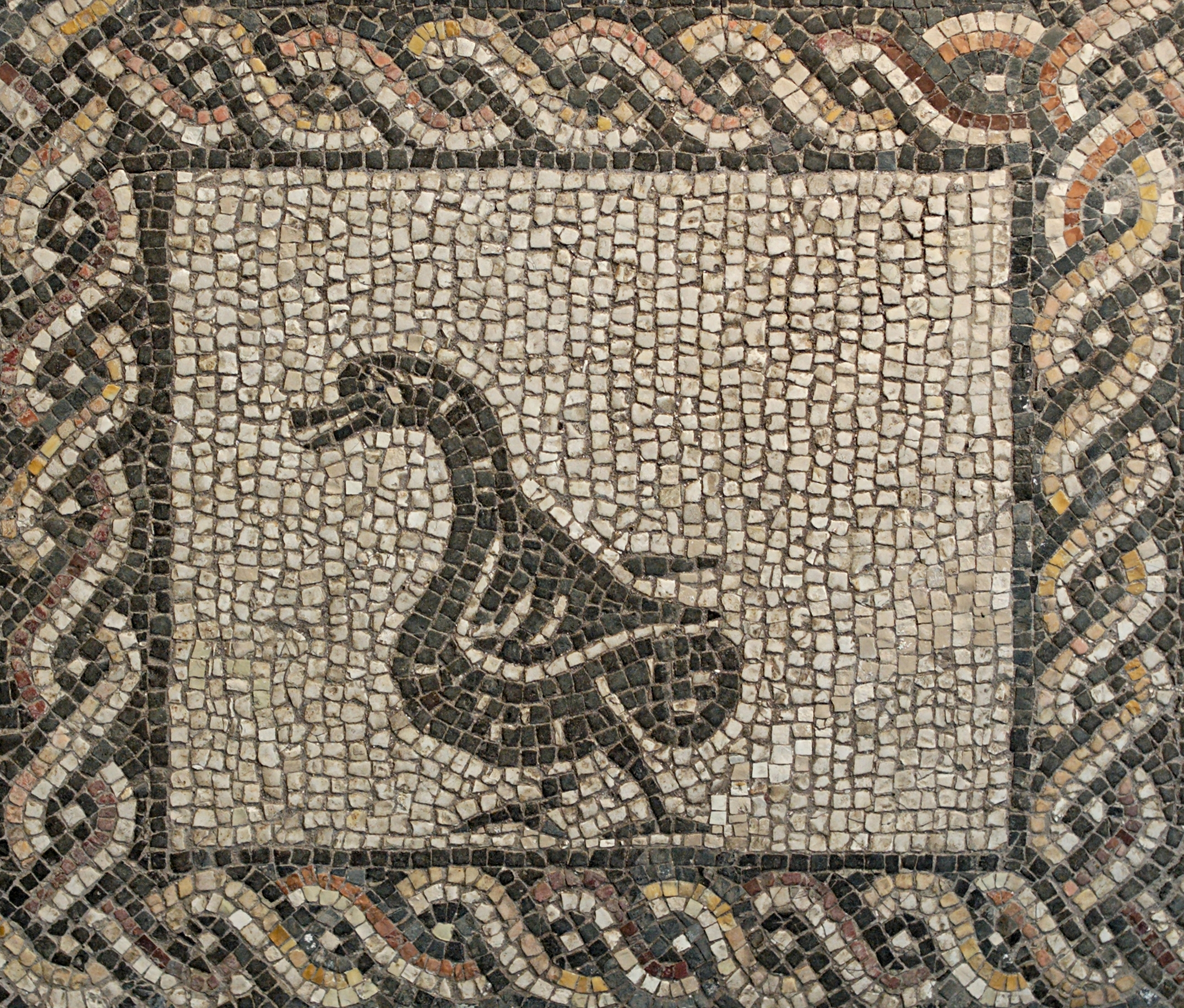

يعد فن الفسيفساء لدى الرومان عبارة عن تطور لفن التصوير للمناظر الطبيعية منذ آلاف السنين حيث استمد الرومان فكرة تصوير الطبيعة من حبهم الكبير للمناظر الطبيعية التي تشير إلى طول العمر الذي يشغله الإنسان، أي أن حياة الإنسان ومهنته كان يتم تصويرها على الجدران في مقبرته، حيث ظهرت مناظر الحصاد، وجمع القمح والصيد في النهر وصيد الدجاج البري في المستنقعات وكل ذلك كان يصاحبه في العالم الآخر، وكانت هذه الفكرة مقتبسة من الفنون المصرية القديمة في وادي النيل ن ويجدر بالذكر أن فن التصوير كان طريقة لإيصال رسالة معينة وليس للتأثير على الرأي الآخر.
أما في القرن الخامس ق.م مل يكن الفنانون الإغريق يهتمون بالتعبير عن الطبيعة وقد توضح حب الطبيعة منذ القرن الرابع إلى الثالث ق. م عندما بدأ حب الطبيعة يتغلغل إلى قلوب الشعراء والفنانين في كل المجالات.(القاسم 1999 : 12)
ومع اتساع الإمبراطورية الرومانية وازدهارها، انتشرت اللوحات الفسيفسائية المركزية التي نفذت بواسطة فنانين اشتغلوا في ورش معينة على مستوى عالي من الجودة، وهكذا عثر على الأمثلة عثر على الأمثلة المختلفة في شتى ألأماكن والمتاحف.
ولما كانت حضارة الشعوب والأمم تقاس بمدى تقدمها في الآداب والفنون، فالفنون هي مرآة الشعوب، بينما الآداب هي صوت الأمم، ولذلك كان التعبير عن الطبيعة من خلال الفن يمثل انعكاسا ملا تغنى به الشعراء في كتاباتهم.(القاسم 1999 : 13)
ويمكننا القول أن فن الفسيفساء كان تطورا عن الفنون الأخرى التي اهتمت بتصوير الطبيعة ن فكانت البدايات متمثلة بتصوير الطبيعة عن طريق الشر بعد ذلك استعملت الفنون المعمارية لهذا الغرض ومنها فن النحت وفن التصوير الجداري الذي أبدع فيه الرومان والذي اشتمل على عدة مواضيع أخرى غير الطبيعة مثل المشاهد الأسطورية ومشاهد الحياة اليومية.

## أهم الطرز الرومانية
وقد تزايد موضوع الاهتمام بتصوير الطبيعة على الحوائط والجدران مع ظهور الطرز البومبية الأربعة:
1- الطراز الأول incrustation style : ويمتد هذا الطراز من القرن الثاني ق.م وحتى 80 ق.م، ويتلخص هذا الطراز في محاولة تقليد الرخام بتدرجاته وألوانه وذلك بالرسم والتلوين على الجدران مباشرة.
2- الطراز الثاني architectural style : ويبدأ من عام 90-80 ق.م على عام 14 ق.م، حيث بدأ هذا الطراز في روما وفي الامبرطورية الرومانية الشرقية في سوريا في حيث زينت الحوائط بزخارف ورسوم معمارية تضم أعمدة وأفاريز أفقية، ومع تطور هذا الطراز ظهرت الصور المستقاة من الطبيعة مصاحبة لتصوير الأشخاص، فكانت تصور الحدائق والمراعي وبها أشخاص، ومن هنا أصبحت الطبيعة تلعب دورا هاما وامتزجت مع الأفراد والأساطير.
3- الطراز الثالث ornamental style : بدأ هذا الطراز مع أوائل الإمبراطورية الرومانية وحتى زلزال عام 63 ق.م، وقد استخدمت الأشكال المتصلة بالطبيعة، وتميزت بالأشكال الزخرفية، وظهور الشمعدانات، ولعب فيه اللون دورا مهما، وأصبح المنظور جزئيا وليس الهدف الأساسي.
4- الطراز الرابع intricate style : وقد ظهر هذا الطراز في نتصف القرن الأول الميلادي، حافظ هذا الطراز على الشكل المعماري، واهتم بتصوير الطبيعة الصامتة كذلك المناظر الطبيعية الخلوية. (القاسم 1999 :25)

## صناعة الفسيفساء عند الرومان
ومن خلال ما ذكر نستطيع القول أن فن التصوير قد انبثق من خلال حب الإنسان للطبيعة، وللتعبير عن هذا الحب قام بتصوير الطبيعة بواسطة الشعر والكلمات المعبرة ومن ثم انتقل إلى مرحلة جديدة من التصوير وذلك عن طريق اللوحات الطبيعية المعبرة صور بها مختلف الأماكن، حيث كان اختياره موفقا للألوان الهادئة الرقيقة.
بعد ذلك وصل الفنان الروماني إلى مرحلة التصوير بواسطة الفسيفساء، فبالرغم من أنها قد استخدمت من قبل الإغريقإلا أن أصل التسمية لدى الرومان ليس إغريقيا مع التشابه مع الكلمة الإغريقية μoυσα ، أما في روما فقد أطلق على الفسيفساء الكلمة اللاتينية musivum والتي ظهرت في فترة متأخرة، بالإضافة إلى المصطلحات الإغريقية μoυσείoυ وμoιαιχoυ وغيرها، فقد كانت في عصور متأخرة وحتى بيزنطية.
وكثيرا ما ظهر في النقوش التي صاغها اللاتين مصطلح λιθόστρωτoν، أما في العصر البيزنطي فقد عرفت كلمة ΨηφωσιÇ.
ومع ذلك فقد ظهر لدى الرومان في الفترات المبكرة استعمالهم لكلمة abaculi عند التكلم عن مكعبات الفسيفساء. (القاسم 1999 : 26)
وكل ذلك ورد في كتاب بليني «التاريخ الطبيعي» naturalis historia.
أما في كتابات فارو فقد ظهرت كلمة embelma الذي كتب إبان وجود كل من سولا وقيصر، وقد كانت هذه الكلمة تطلق على التابلوهات الفسيفسائية ذات المستوى الراقي.
وكما ذكر سابقا فإن الفسيفساء في العصر الروماني كانت متعددة الأنواع والمسميات وذلك تبعا لحجم المكعبات، وبناء على الانوع الثمانية الذي ذكرت سلفا فإن طريقة opus vermiculatum هي الطريقة التي استعملها القدماء لتنفيذ الأعمال العالية الجودة والرفيعة المستوى وهي الأعمال التي سبق وذكرت باسم emblema .
وقد كان هذا النوع هو الأقرب شبها بالأعمال المصورة على الحوائط نظرا لجماله ودقة تنفيذه. وكي يصل الفسيفسائي إلى هذه الدرجة من البراعة، كان يستخدم في ذلك مكعبات ذات مقاسات متباينة وغير متساوية، كل ذلك لتنفيذ الرسم الذي يحدده الفنان بدقة متناهية، وقد اعتمد الفنان الروماني على الرخام والعاج، وأيضا على الأحجار الكريمة مثل حجر اللابيس لازولي والعقيق في بعض الأحيان، ولإضفاء اللمعان على العمل كان يطعمون كل ذلك بالقطع الزجاجية وذلك كي يخرج العمل في غاية الجمال، وكان كل ذلك يؤدي في نهاية الأمر إل عمل متكامل يتميز بالثراء في الألوان والأشكال البديعة. (القاسم 1999 :28)
وكانت النماذج من نوع emblema نظرا لأهميتها تخصص كي يزين بها مثلا سور فيلا أو يرصع بها مركز صالة طعام، أو توضع بالقرب من الفناء atrium وكانت تعامل على أنها تحف وأعمال مميزة..(القاسم 1999 :29)
كما ونذكر أن تقنيات تصنيع الفسيفساء لدى الرومان هي ذاتها التي كانت تستخدم في الفترات السابقة مع اختلاف بسيط في مادة الصنع الرئيسية والتي تشكل الزخارف على الفسيفساء.

## الفسيفساء الرومانية في سوريا وفي الشرق
ومن هنا نستطيع القول أن استخدام اللوحات الفسيفسائية انتشر في العصر الروماني على وجه الخصوص كما ويؤكد ذلك الأمثلة العديدة التي عثر عليها في كافة أنحاء سورية حيث كانت مركزآ هامآ لهذا الفن التي انتشر في البلاد السورية الرومانية.
ونستطيع القول أن الفسيفساء كانت الوسيلة المفضلة والمثلى في تزيين الحمامات بشكل عام وكثيرا ما كانت تصور الموضوعات المتعلقة بالبيئة البحرية بخاصة داخل حمامات الفيلات.
ولربما كان السبب في ذلك أن الفيلات كانت كبيرة الحجم وعظيمة الشأن، فكانت تحتوي على حمامات عديدة، حيث كانت أحواض الحمامات تطار بأشكال تمثل الإله نبتون وزوجته أمفيتريت، بالإضافة إلى الحوريات والدرافيل ومخلوق التريتون الخرافي وغيرهم من المخلوقات البحرية المتنوعة.
وقد حفظت بعض الإمضاءات لصانعي الفسيفساء على أعمال متميزة من الفترة الرومانية والتي يتضح منها سيطرة الأسماء الإغريقية، وهذا قد يعني أن هذه الصناعة كانت قد استمرت بصورة واسعة في أيدي الإغريق.
ومع ذلك فمن القطع المشهورة والتي حملت توقيع وكان اسم صاحبها روماني فسيفساء ليلبون lillebonne والتي تعود للقرن الثالث الميلادي وقد حملت اسم T.sennius felix
والتي صورت أبوللو وهو يتعقب دافني (وهي ابنة إله نهر اللادون بأركاديا) وحولهما إطار من مشاهد الصيد المتنوعة.
وأخيرا، فإن صناعة الفسيفساء في الإمبراطورية الرومانية قد ورثت زخرفة اللوحات بطريقة opus tessellatum مع الخلفية البيضاء، وكان الفنانون في بداية الأمر يختارون موضوعات بسيطة، والملاحظ أن العديد من أعمال emblema لم تكن إلا نسخا من الأعمال المنفذة بواسطة فن التصوير الحائطي، أو قطعا فسيفسائية نفذت بطريقة opus vermiculatum كي تحاكي فن التصوير قدر الإمكان.
وقد استمر الفنانون في إتباع نهج المناظر المستوحاة من الأساطير الإغريقية والتي سيطرت لفترات كبيرة على الفسيفساء الرومانية. (القاسم 1999 :31)
ومن الجدير بالذكر أن الفسيفساء الرومانية قد وجد لها أمثلة فريدة من نوعها في شمال إفريقيا، حيث نالت تلك المناطق حظا وفيرا من القطع الفسيفسائية المميزة والتي تدل على الجمال ودقة التصوير في تلك الفترة، ولكن قبل استعراض أهم الأمثلة من شمال إفريقيا سوف نورد مقدمة عن سيطرة الرومان على شمال إفريقيا:
كان شمال إفريقيا قبل أن يضع الرومان أيديهم عليها تحت سيطرة الفينيقيين الذين استعمروها على مدى واسع وأحكموا سيطرتهم عليها تحت قيادة مدينتهم العظيمة قرطاجة.
وقد كانت قرطاجة وأوتيكا وهادروميتوم وغيرها من المدن مراكزا تجارية ومراكزا لإنتاج المحاصيل الزراعية المتنوعة حيث كانت الزراع هي المسيطرة على الاقتصاد في ذلك الوقت وكانت أشهر المحاصيل التي يتم إنتاجها هي القمح والكروم وأشجار الزيتون، وكانت حاجة الرومان الماسة لهذه المحاصيل هي الدافع الأقوى لمهاجمة هذه المدن وخصوصا القمح. (القاسم 1999 :243)
وقد استطاعت روما الاستيلاء على قرطاجة بعد انتهاء الحروب البونية الثالثة، حيث قام الرومان بتدمير كل ما بناه الفينيقيون على مدى قرون طويلة، وأصبحت قرطاجة ومدن أخرى عديدة عبارة عن خرائب مدمرة.
بعد ذلك قام الرومان على تقسيم منطقة شمال إفريقيا إلى عدة أقسام:
1- إفريقيا القنصلية Africa proconsularis.
2- نوميديا Numidia .
3- ولاية موريتانيا Mauritania.
ولكل ولاية من هذه الولايات خصائصها المعمارية التي تختلف عن الأخرى، ومن أهم الولايات التي ظهرت بها الفسيفساء ولاية إفريقيا القنصلية المتمثلة بتونس الحالية والتي ظهر فيها
أبرز لوحات الفسيفساء الرومانية في شمال إفريقيا على الإطلاق.